# رحيم الدين خان
رحيم الدين خان (21 يوليو 1926 - 22 أغسطس 2022)، هو جنرال في الجيش الباكستاني وشغل منصب الرئيس الرابع لهيئة الأركان المشتركة من 1984 إلى 1987، بعد أن شغل منصب الحاكم السابع لبلوشستان من 1978 إلى 1984. كما شغل منصب الحاكم السادس عشر للسند في عام 1988.